# Cronologia das guerras entre os Jin e os Song

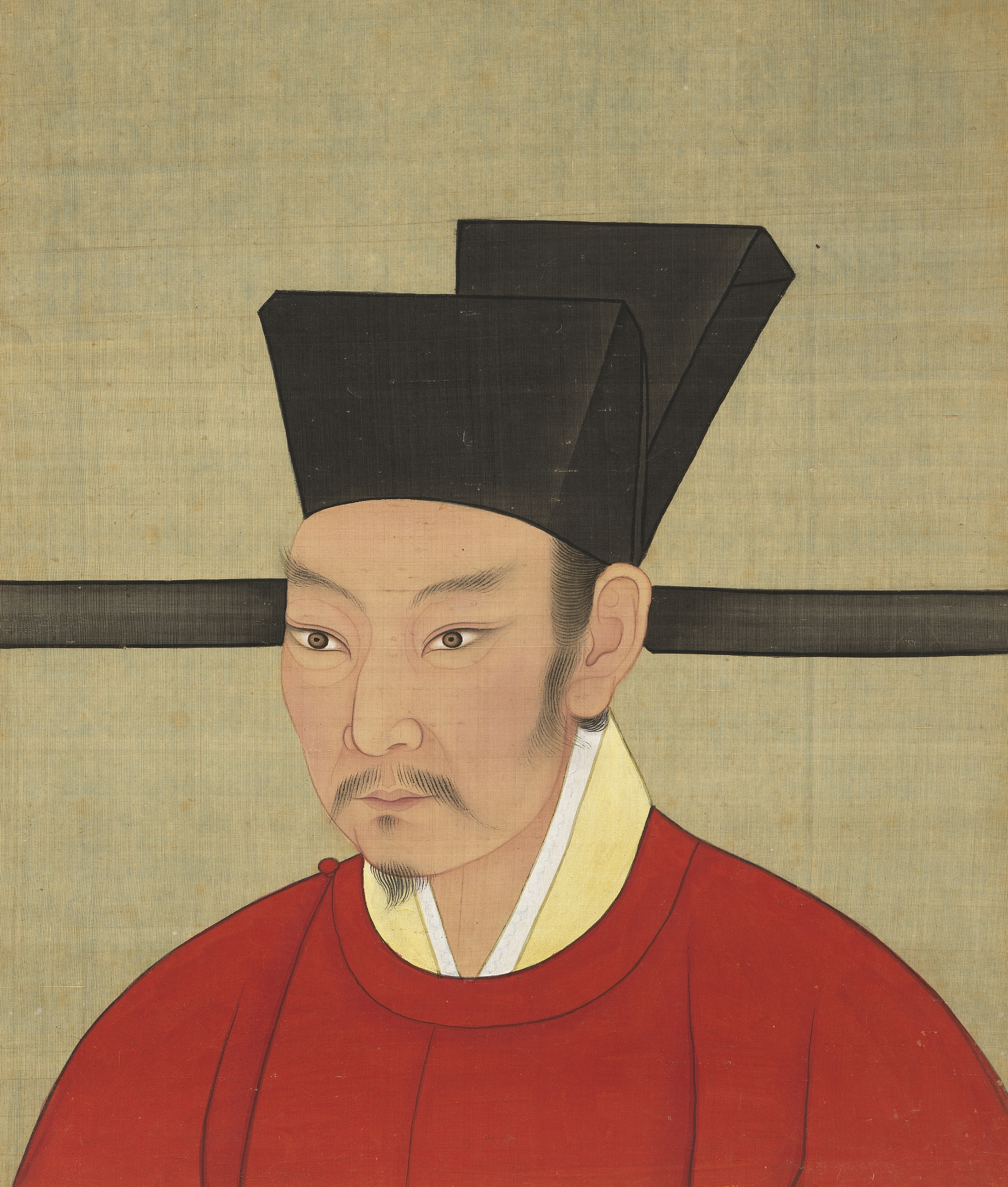
O imperador Qinzong de Song foi encarcerado e transladado para norte, a Manxúria, como refém da dinastia Jin durante as guerras entre os Jin e os Song.

As campanhas das guerras entre os Jin e os Song tiveram local a dinastia Jin (jurchens) e a dinastia Song durante os séculos XII e XIII. Os jurchens eram uma confederação tribal e falavam tungú nativa da Manchúria que derrocaram os khitan (dinastia Liao) em 1122 e declararam o estabelecimento de uma nova dinastia, a Jin. As relações diplomáticas entre a dinastia Jin e a Song pioraram a tal ponto que os jurchens declararam a guerra à dinastia Song em Novembro de 1125.
Os jurchens enviaram dois exércitos contra os Song: um deles capturou a capital provincial, Taiyuan, enquanto o outro sitiou a capital Song, Kaifeng. Os jurchens retiraram-se quando os Song prometeram pagar uma indemnização anual. Enquanto a dinastia Song voltava-se cada vez mais fraca, o exército Jin desempenhou um segundo assédio contra Kaifeng, a qual foi capturada e saqueada; o imperador da dinastia Song, Qinzong, foi encarcerado e levado a norte para Manxúria como refém. A parte permanecendo da corte dos Song retirou-se para sul da China e começou o período do Song do sul da história chinesa. Os Jin estabeleceram dois governos fantoche, a dinastia Da Chu, mais tarde o estado de Qi, como estado coixí entre os Song e Manchúria.
Os jurchens dirigiram-se para sul do objetivo de conquistar o Song do sul, mas as contraofensivas dos generais chineses como Yue Fei detiveram o seu avanço. Negociou-se um acordo de paz, o tratado de Shaoxing, ratificado em 1142, que estabeleceu o rio Huai como fronteira entre os dois impérios. A paz entre os Song e os Jin foi interrompida duas vezes. O imperador Jin Hailingwang invadiu o Song do sul no ano 1161, enquanto os venjadors Song tentaram sem sucesso recuperar o norte da China no ano 1204.
As guerras contra os Song fossem notáveis pelo feito que apareceram novas inovações tecnológicas. No assédio de De'an de 1132 usou-se por prima vez a lança de fogo, uma arma de pólvora temporã, antecessora da arma de fogo. O huopao, uma bomba incendiária, usou-se em várias batalhas e as bombas de pólvora feitas de ferro colado foram usadas num assédio no ano 1221. Os jurchens migraram para sul e estabeleceram-se a norte da China, onde adotaram o idioma e a cultura confuciana dos habitantes locais. O governo da dinastia Jin evoluiu para uma burocracia imperial centralizada estruturada do mesmo modo que as dinastias chinesas anteriores. Tanto esta dinastia como a dinastia Song encontraram o seu fim durante o século XIII, quando o Império Mongol se expandiu por todo o continente asiático.